# Вологодская епархия
Волого́дская епа́рхия — епархия Русской православной церкви, объединяющая приходы и монастыри в средней части Вологодской области (в границах города Вологды, а также Вологодского, Вожегодского, Верховажского, Грязовецкого, Кирилловского, Междуреченского, Сокольского, Сямженского, Усть-Кубинского, Харовского и Шекснинского районов). Входит в состав Вологодской митрополии.
Учреждена в 1556 году. Преемственно связана с учреждённой в 1383 году Пермской епархией, центром которой являлось село Усть-Вымь.

## История
До учреждения Вологодской епархии северо-западный район её входил в состав Новгородской епархии, а южный и восточный — в состав Ростовской епархии.
В 1492 году архиепископ Новгородский Геннадий уступил Пермской епархии Вологду. По постановлению собора 1589 года кафедра была перенесена в Вологду и архиереи стали именоваться «Вологодскими и Великопермскими».
В последние десятилетия XVIII века границы епархий были приведены в соответствие с границами губерний. Ряд территорий Вологодской епархии, оказавшихся в Костромской, Тверской, Новгородской, Архангельской губерниях, перешли соответствующим епархиям.
В 1918 году прекратились занятия в Вологодской Духовной Семинарии, духовном училище и епархиальном женском училище. В 1918—1919 годы в Вологде были закрыты все домовые церкви (за исключением крестовой церкви при архиерейском доме) и городские монастыри, в большинстве монастырских храмов, ставших приходскими, богослужения совершались до конца 1920-х годов.
В 1921—1922 года вологодское духовенство активно включилось в сбор средств в пользу голодающих в Поволжье. В 1921 года проходили сборы в храмах, в феврале 1922 года состоялись два духовных концерта в пользу голодающих. Однако это не помешало властям провести в губернии массовое изъятие церковных ценностей. Из храмов Вологодской губернии было изъято 4 фунта 42 золотника золота, 393 пуда 20 фунтов серебра, 5 фунтов 86 золотников серебра с жемчугом, 5003 драгоценных камня, 4 фунта 21 золотник жемчуга, 29 фунтов 10 золотников жемчуга в шитье.
16 декабря 1929 года Президиумом ВЦИК принимает постановление «Об урегулировании колокольного звона в церквях», фактически его запрещавшего. В Вологде 29 декабря 1929 года на заседании президиума Вологодского горсовета было принято постановление о запрещении колокольного звона во всех церквях города, а также выработано предложение во ВЦИК с просьбой разрешить снятие колоколов с городских храмов и передачу их в фонд цветной металлургии. Удалось сохранить только колокола колокольни Софийского собора, превращенного в 1923 году в музей.
В 1929—1930 годы происходило массовое закрытие церквей советскими властями. При этом в последние довоенные годы в епархии сохранялся высокий уровень религиозности населения. В специальном сообщении Управления НКВД по Вологодской области от 22 апреля 1939 года «Об активизации церковников в г. Вологде» отмечалось наличие множества прихожан на праздничных богослужениях:

За последнее время в связи с «великим постом» и религиозным праздником «пасхой» духовенство и церковники г. Вологды значительно активизировали свою деятельность… Обе церкви — Богородская (4500 чел.) и Горбачевская (1000 чел.) были переполнены. Молодежь составляла 15 — 20 % к общему числу. Народу пришло в два раза больше, чем прошлом году…
В 1937 году была образована Вологодская область — с 1939/1940 до осени 1942 года на её территории служба совершалась в единственном храме — нижней церкви Богородского кладбища Вологды. В 1944 году епархиальные границы привели в соответствие с областными. К 1948 году на территории епархии действовали 17 храмов. Число приходов оставалось неизменным в течение 40 лет: новые храмы стали открываться только с 1989 года (первая вновь открытая церковь, Троицкая в Тотьме, была освящена 19 февраля 1989 года).
23 октября 2014 года решением Священного Синода из состава Вологодской были выделены две новые епархии: Череповецкая и Великоустюжская; все три епархии включены в состав Вологодской митрополии. Правящему архиерею постановили иметь титул «Вологодский и Кирилловский».

## Названия
- Вологодская и Великопермская (с 1556)
- Вологодская и Белоезерская (с декабря 1657)
- Великоустюжская и Тотемская (с лета 1682)
- Вологодская (с марта 1787)
- Вологодская и Великоустюжская (с 06.5.1788)
- Вологодская и Тотемская (с 30.1.1888)
- Вологодская и Череповецкая (с 1945)
- Вологодская и Великоустюжская (с 1965)
- Вологодская (с 2014)

## Архиереи
- Иоасаф I (1558—1570)
- Макарий (1568—1574)
- Варлаам I (1576—1584)
- Антоний (11 октября 1585 — 26 октября 1587)
- Иона (Думин) (июнь 1588—1603)
- Иоасаф II (декабрь 1603 — упом. май 1609)
- Сильвестр (июль 1611 — 11 июля 1613)
- Нектарий Грек (25 июня 1613—1616)
- Макарий (9 февраля 1617 — 22 июля 1619)
- Корнилий (6 февраля 1620 — 17 марта 1625)
- Нектарий Грек (май 1625 — 3 июня 1626)
- Варлаам II (8 октября 1626 — январь 1645)
- Маркелл (16 января 1645 — 22 марта 1663)
- Симон (23 октября 1664 — август 1684)
- Гавриил (Кичигин) (7 сентября 1684 — 30 марта 1707)
- Иосиф (17 октября 1708 — 18 января 1716)
- Павел (Васильев) (29 января 1716 — 5 ноября 1725)
- Иоаким (Владимиров) (16 марта — 22 апреля 1726)
- Афанасий (Паисиос-Кондоиди) (9 октября 1726 — 17 сентября 1735)
- Амвросий (Юшкевич) (2 февраля 1736 — 29 мая 1740)
- Пимен (Савёлов) (29 июня 1740 — 26 мая 1753)
- Серапион (Лятошевич) (29 октября 1753 — декабрь 1761)
- Иосиф (Золотов) (16 декабря 1761 — 25 декабря 1774)
- Ириней (Братановский) (26 апреля 1775 — 23 апреля 1796)
- Арсений (Тодорский) (15 августа 1796 — 15 июня 1802)
- Антоний (Знаменский) (5 июля 1802 — 13 февраля 1803)
- Феофилакт (Слонецкий) (26 апреля 1803 — 3 января 1808)
- Евгений (Болховитинов) (24 января 1808 — 19 июля 1813)
- Онисифор (Боровик) (22 февраля 1814 — 28 ноября 1827)
- Моисей (Богданов-Платонов-Антипов) (28 ноября 1827 — 29 ноября 1828)
- Стефан (Романовский) (24 ноября 1828 — 1 марта 1841)
- Иннокентий (Борисов) (1 марта — 31 декабря 1841)
- Иринарх (Попов) (31 декабря 1841 — 12 ноября 1844)
- Евлампий (Пятницкий) (22 ноября 1844 — 15 июня 1852)
- Феогност (Лебедев) (13 июля 1852 — 31 июля 1856)
- Христофор (Эммаусский) (31 июля 1856 — 17 июня 1866)
- Павел (Доброхотов) (21 августа 1866 — 7 июля 1869)
- Палладий (Раев-Писарев) (15 июля 1869 — 13 июня 1873)
- Феодосий (Шаповаленко) (13 июня 1873 — 22 августа 1883)
- Израиль (Никулицкий) (25 октября 1883 — 23 апреля 1894)
- Антоний (Флоренсов) (30 апреля 1894 — 12 июня 1895)
- Алексий (Соболев) (12 июня 1895 — 21 апреля 1906)
- Никон (Рождественский) (25 апреля 1906 — 29 мая 1912)
- Антоний (Быстров) (1911) в/у, епископ Вельский
- Александр (Трапицын) (16 мая 1912 — март 1921)
- Александр (Надеждин) (март 1921 — ноябрь 1922) уклонился в обновленчество
- Павел (Вильковский) (26 августа — октябрь 1923) на кафедре не был
- Павел (Кратиров) (4 сентября — 22 октября 1923) в/у
- Сильвестр (Братановский) (22 октября 1923—1928)
  - Николай (Караулов) (1925) в/у, епископ Вельский
- Амвросий (Смирнов) (28 ноября 1928—1931)
- Венедикт (Плотников) (1931 — 16 июня 1933) в/у, епископ Кронштадтский
- Венедикт (Плотников) (16 июня — 18 октября 1933)
- Стефан (Знамировский) (18 октября 1933 — октябрь 1936)
- Ювеналий (Машковский) (1936—1937) на кафедре не был
- Иоанн (Соколов) (октябрь 1936—1937) в/у, епископ Волоколамский (1936), затем Архангельский (1937)
- Алексий (Сергеев) (5—16 августа 1937)
- Георгий (Анисимов) (13 сентября 1937 — сентябрь 1940)
  - 1940—1944 — епархия вдовствовала
- Григорий (Чуков) (28 августа 1944 — 8 января 1945) в/у, архиепископ Псковский
- Иустин (Мальцев) (8 января 1945 — 15 августа 1949)
- Гавриил (Огородников) (15 августа 1949 — 15 июля 1959)
- Мстислав (Волонсевич) (15 июля 1959 — 25 мая 1965)
- Сергий (Ларин) (25 мая — 15 июня 1965) в/у, архиепископ Ярославский
- Мелхиседек (Лебедев) (17 июня 1965 — 7 октября 1967)
- Мефодий (Мензак) (7 октября 1967 — 2 февраля 1972)
- Павел (Голышев) (2 февраля — 11 октября 1972)
- Михаил (Чуб) (11 октября 1972 — 3 сентября 1974)
- Дамаскин (Бодрый) (3 сентября 1974 — 4 октября 1979)
- Феодосий (Дикун) (4 октября — 27 декабря 1979)
- Михаил (Мудьюгин) (27 декабря 1979 — 23 февраля 1993)
- Максимилиан (Лазаренко) (10 апреля 1993 — 30 мая 2014)
- Игнатий (Депутатов) (30 мая 2014 — 25 августа 2020)
- Савва (Михеев) (с 25 августа 2020)

## Викариатства
- Великоустюжское (ныне самостоятельная епархия)
- Вельское (недейств.)
- Тотемское (недейств.)

## Благочиния
Епархия разделена на 16 церковных округов (:
- Благочиние Архиерейских подворий города Вологды — иеромонах Сергий Акимов
- Северо-Западное благочиние города Вологды — протоиерей Андрей Смирнов
- Центральное благочиние города Вологды — иерей Сергий Ермолаев
- Северо-Восточное благочиние города Вологды — протоиерей Андрей Исаев
- Верховажское благочиние — протоиерей Александр Мухорин
- Вожегодское благочиние — протоиерей Анатолий Савчук
- Церковный округ Вологодского района ― иерей Николай Попугаев
- Грязовецкое благочиние — иерей Андрей Сауткин
- Кирилловское благочиние — протоиерей Владимир Колосов
- Междуреченское благочиние — иерей Георгий Садокин
- Сокольское благочиние — протоиерей Анатолий Балясин
- Сямженское благочиние — протоиерей Михаил Никифоров
- Усть-Кубенскиое благочиние — иерей Михаил Пинаев
- Харовское благочиние — протоиерей Анатолий Савчук
- Шекснинское благочиние — протоиерей Александр Колесов
- Монастырское благочиние — игумен Иосаф (Вишняков)

## Монастыри
Мужские
- Спасо-Прилуцкий Димитриев монастырь в Вологде
- Кирилло-Белозерский монастырь в Кириллове
- Свято-Троицкий Павло-Обнорский монастырь в Грязовецком районе
- Спасо-Каменный монастырь в Устьянско поселении Усть-Кубинского района
- Ферапонтов Белозерский монастырь в селе Ферапонтово
- Нило-Сорская пустынь в местечке Пустынь Кирилловского района
- Рабангский Спасо-Преображенский монастырь в деревне Слобода Сокольского района[7]
- Заоникиева Богородице-Владимирская пустынь в деревне Лучниково Вологодского района Вологодской области.

Женские
- Горицкий Воскресенский монастырь в селе Горицы Кирилловского района
- Горне-Успенский монастырь в Вологде

Недействующие
- Корнилиево-Комельский монастырь (мужской)
- Александро-Коровинская пустынь в Грязовецком районе
- Спасо-Нуромский монастырь (мужской) в Грязовецком районе